# Stadion kraj Moravice
Le Stadion kraj Moravice (en serbe cyrillique : Стадион крај Моравице, et en serbe latin : Stadion kraj Moravice), est un stade de football situé à Ivanjica, en Serbie.